# Leszek I di Polonia
Leszek I il Bianco (in polacco: Leszek Biały; 1186 – Gąsawa, 23 novembre 1227) fu principe di Sandomierz e (dal 1202 al 1206) anche di Cracovia. Fu anche granduca di Polonia per tre periodi: 1194-1198, 1206-1210 e 1211-1227.

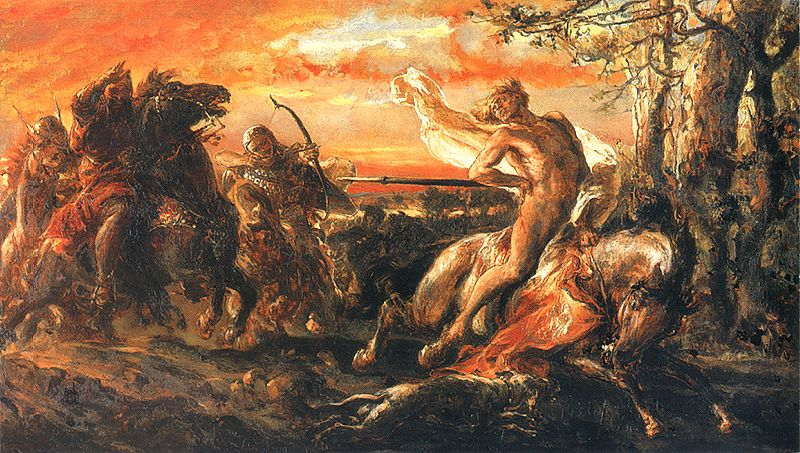
Morte di Leszek il Bianco, di Jan Matejko

Nel 1205 sconfisse l'esercito ruteno del principe Romano il Grande alla battaglia di Zawichost, nella Piccola Polonia.
Nel 1227, durante una dieta dei baroni polacchi presso Gąsawa, fu assassinato (probabilmente su ordine del duca Świętopełk II di Pomerania).
In un aneddoto piuttosto famoso, Leszek spiegò al papa che i cavalieri polacchi non potevano partecipare alla sua Crociata perché non c'era l'idromele nella regione della Palestina.

## Figli
Da sua moglie, Grzymisława di Luck, Leszek ebbe tre figli:
- Salomea (1211-1268), che andò in sposa a Colomanno, figlio di Andrea II d'Ungheria e da vedova divenne monaca clarissa;
- Boleslao (1226-1279), che fu a sua volta granduca di Polonia dal 1243 al 1279;
- Elena, che sposò Vasylko, figlio di Roman Mstislavič.

## Ascendenza
|                         |                     |                       | Genitori                 |  |  | Nonni |  |  | Bisnonni                    |  |  | Trisnonni             |  |
|                         |                     |                       |                          |  |  |       |  |  | Ladislao Ermanno di Polonia |  |  | Casimiro I di Polonia |  |
|                         |                     |                       |                          |  |  |       |  |  | Ladislao Ermanno di Polonia |  |  | Casimiro I di Polonia |  |
|                         |                     | Maria Dobronega       |                          |  |  |       |  |  | Ladislao Ermanno di Polonia |  |  |                       |  |
| Boleslao III di Polonia |                     |                       |                          |  |  |       |  |  | Ladislao Ermanno di Polonia |  |  |                       |  |
|                         |                     | Giuditta di Boemia    | Vratislao II di Boemia   |  |  |       |  |  |                             |  |  |                       |  |
|                         |                     | Giuditta di Boemia    | Vratislao II di Boemia   |  |  |       |  |  |                             |  |  |                       |  |
|                         |                     | Giuditta di Boemia    | Adelaide d'Ungheria      |  |  |       |  |  |                             |  |  |                       |  |
| Casimiro II di Polonia  |                     | Giuditta di Boemia    |                          |  |  |       |  |  |                             |  |  |                       |  |
|                         |                     | Enrico di Berg        | Adolfo IV di Berg        |  |  |       |  |  |                             |  |  |                       |  |
|                         |                     | Enrico di Berg        | Adolfo IV di Berg        |  |  |       |  |  |                             |  |  |                       |  |
|                         |                     | Enrico di Berg        | Margherita di Hochstaden |  |  |       |  |  |                             |  |  |                       |  |
| Salomea di Berg         |                     | Enrico di Berg        |                          |  |  |       |  |  |                             |  |  |                       |  |
|                         |                     | Adelaide di Mochental | …                        |  |  |       |  |  |                             |  |  |                       |  |
|                         |                     | Adelaide di Mochental | …                        |  |  |       |  |  |                             |  |  |                       |  |
|                         |                     | Adelaide di Mochental | …                        |  |  |       |  |  |                             |  |  |                       |  |
| Leszek I di Polonia     |                     | Adelaide di Mochental |                          |  |  |       |  |  |                             |  |  |                       |  |
|                         | Luitpoldo di Znojmo | Corrado I di Boemia   |                          |  |  |       |  |  |                             |  |  |                       |  |
|                         | Luitpoldo di Znojmo | Corrado I di Boemia   |                          |  |  |       |  |  |                             |  |  |                       |  |
|                         | Luitpoldo di Znojmo | Wirpirk di Tengling   |                          |  |  |       |  |  |                             |  |  |                       |  |
| Corrado II di Znojmo    | Luitpoldo di Znojmo |                       |                          |  |  |       |  |  |                             |  |  |                       |  |
|                         |                     | Ida d'Austria         | …                        |  |  |       |  |  |                             |  |  |                       |  |
|                         |                     | Ida d'Austria         | …                        |  |  |       |  |  |                             |  |  |                       |  |
|                         |                     | Ida d'Austria         | …                        |  |  |       |  |  |                             |  |  |                       |  |
| Elena di Znojmo         |                     | Ida d'Austria         |                          |  |  |       |  |  |                             |  |  |                       |  |
|                         |                     | Uroš I di Serbia      | Vukan di Rascia          |  |  |       |  |  |                             |  |  |                       |  |
|                         |                     | Uroš I di Serbia      | Vukan di Rascia          |  |  |       |  |  |                             |  |  |                       |  |
|                         |                     | Uroš I di Serbia      | …                        |  |  |       |  |  |                             |  |  |                       |  |
| Maria di Serbia         |                     | Uroš I di Serbia      |                          |  |  |       |  |  |                             |  |  |                       |  |
|                         |                     | Anna Diogenissa       | Costantino Diogene       |  |  |       |  |  |                             |  |  |                       |  |
|                         |                     | Anna Diogenissa       | Costantino Diogene       |  |  |       |  |  |                             |  |  |                       |  |
|                         |                     | Anna Diogenissa       | Teodora Comnena          |  |  |       |  |  |                             |  |  |                       |  |
|                         |                     | Anna Diogenissa       |                          |  |  |       |  |  |                             |  |  |                       |  |